# 巴约环形山
巴约环形山（Baillaud）是位于月球正面北极陆地区的一座古老大陨坑，约形成于45.5-39.2亿年前的前酒海纪，其名称取自法国天文学家邦雅曼·巴约（Benjamin Baillaud，1848年-1934年），1935年被国际天文学联合会正式批准接受。

## 描述

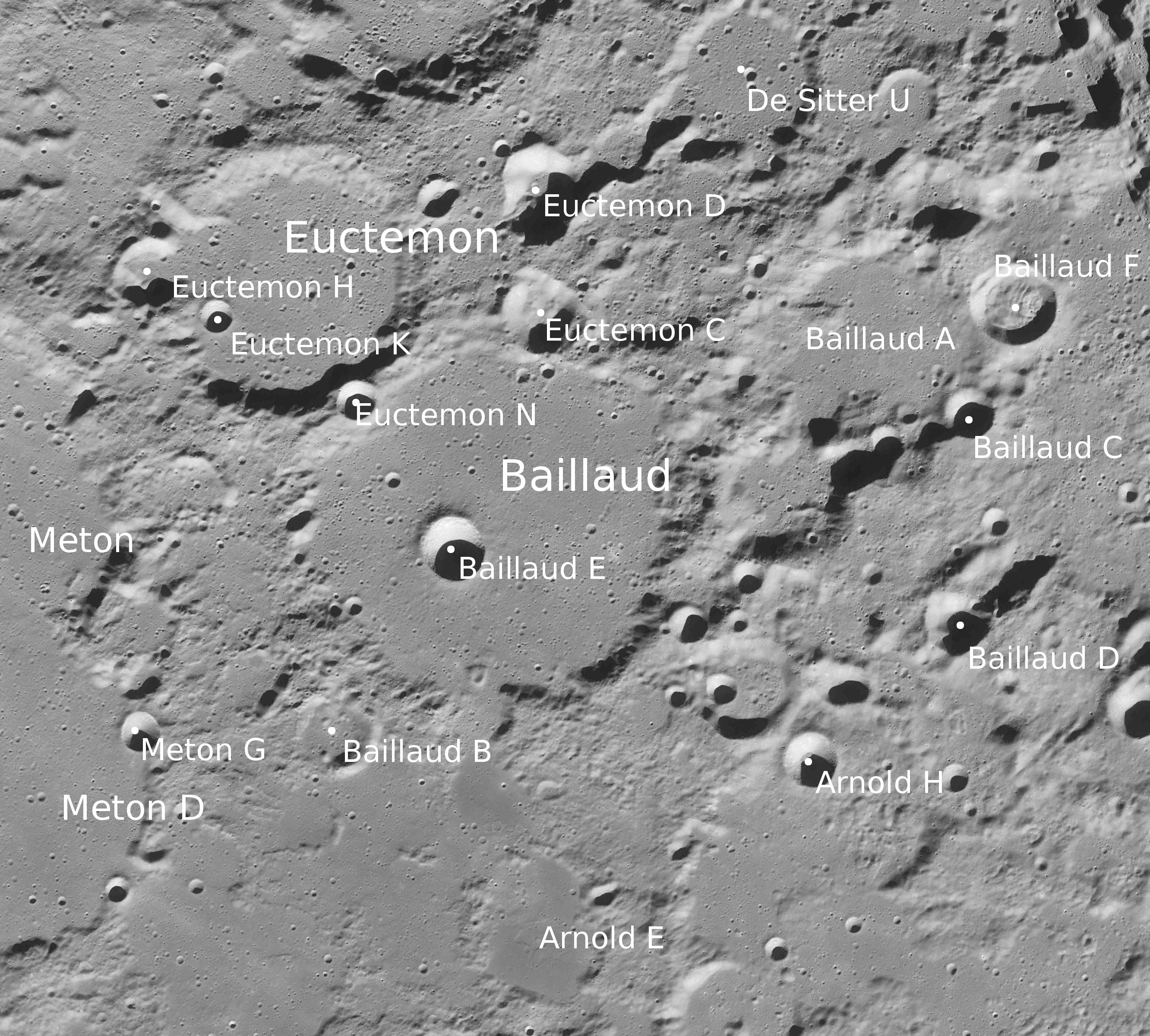
巴约环形山的周边，月球勘测轨道飞行器拍摄。

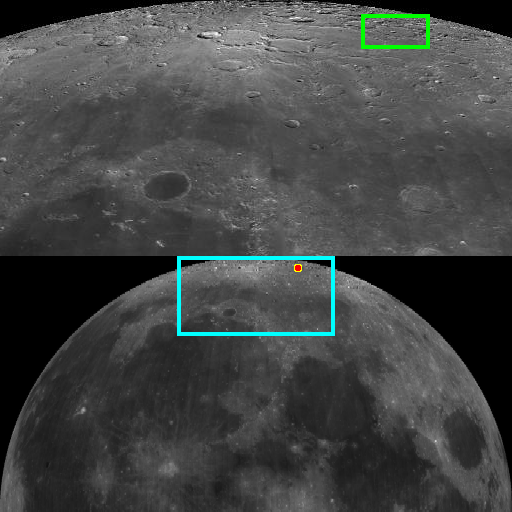
巴约环形山在月球上的位置

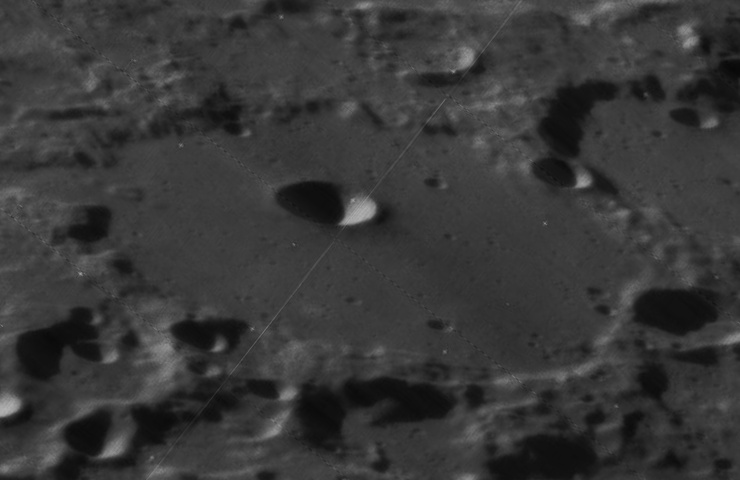
月球轨道器4号拍摄的巴约环形山斜视图

该陨坑西北与优克泰蒙环形山相接壤、北面坐落了德西特环形山、彼得曼环形山和阿诺尔德环形山分别位于它的东面和南面、而西侧和西南偏南则分别毗邻默冬环形山和尼森环形山。该陨坑中心月面坐标为74°37′N 37°21′E / 74.61°N 37.35°E，直径89.44公里，深度约2.83公里。
巴约环形山坑壁受长时期的后续撞击而严重侵蚀和磨损，现基本变成一圈环坑底的破裂山脊。优克泰蒙环形山朝东北的切入，使它的西北侧形成一处向外的突角，而南端坑壁的一处裂口将坑外熔岩覆盖的表面与坑底连成一体。巴约环形山坑壁最大高出周边地形1420米，内部容积约有7667立方千米。碗状的坑底已被熔岩流填没、抚平，坑内没有中央峰和山脊，只分布有数座小陨坑，其中最醒目的是位于西半部的卫星坑巴约 E。
由于巴约环形山在月球上所处的位置，从地球上看，因透视作用影响，其外观略似卵状。

## 卫星陨石坑
按照惯例，最靠近巴约环形山的卫星坑在月图上以字母标注在该坑中心点的旁边。

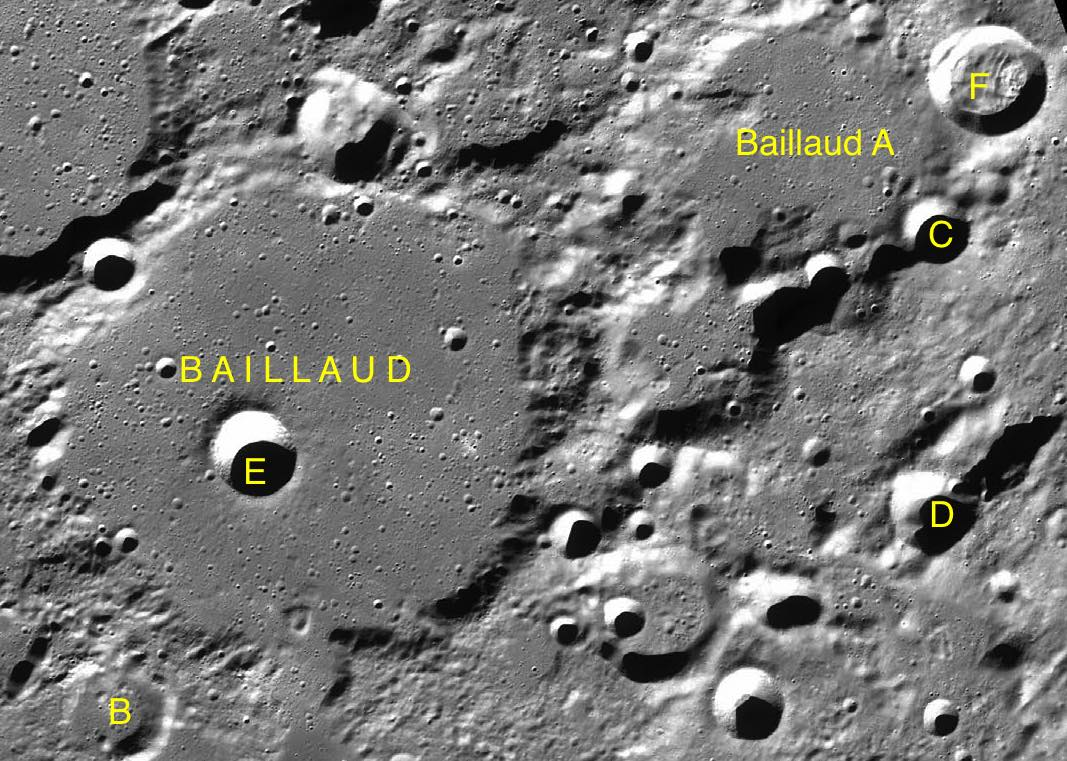
LAC-4 区域图

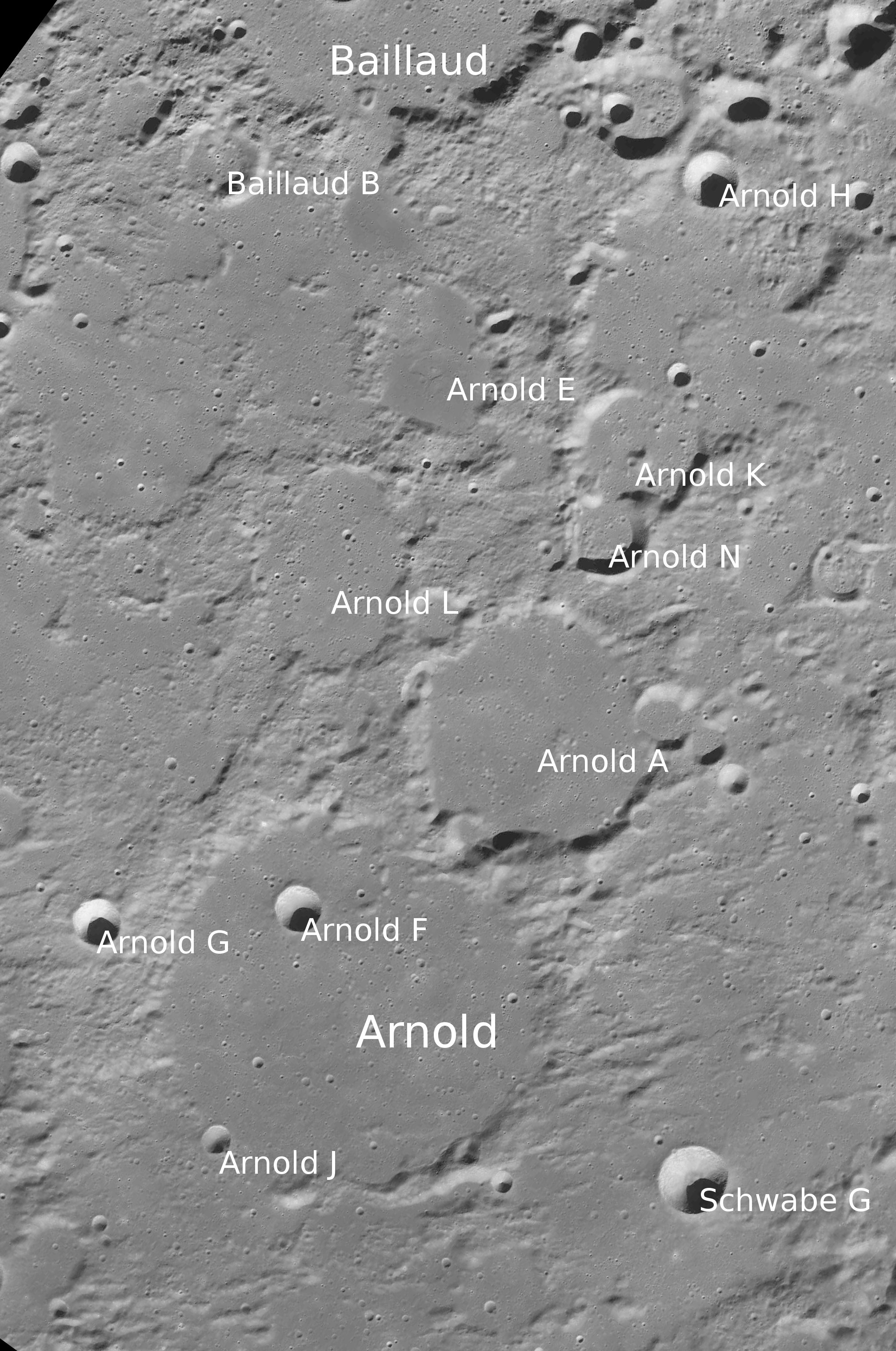
巴约环形山南部相邻区. 月球勘测轨道飞行器拍摄。

| 巴约 | 纬度    | 经度    | 直径    |
| ---- | ------- | ------- | ------- |
| A    | 75.7° N | 48.8° E | 56 公里 |
| B    | 73.0° N | 33.3° E | 17 公里 |
| C    | 75.0° N | 51.4° E | 11 公里 |
| D    | 73.6° N | 49.7° E | 16 公里 |
| E    | 74.3° N | 36.0° E | 14 公里 |
| F    | 75.7° N | 53.7° E | 20 公里 |

## 另请参阅
- Andersson, L. E.; Whitaker, E. A. . NASA RP-1097. 1982.
- Blue, Jennifer. . USGS. July 25, 2007  [2007-08-05]. （原始内容存档于2018-12-25）.
- Bussey, B.; Spudis, P. . New York: Cambridge University Press. 2004. ISBN 978-0-521-81528-4.
- Cocks, Elijah E.; Cocks, Josiah C. . Tudor Publishers. 1995. ISBN 978-0-936389-27-1.
- McDowell, Jonathan. . Jonathan's Space Report. July 15, 2007  [2007-10-24]. （原始内容存档于2018-12-25）.
- Menzel, D. H.; Minnaert, M.; Levin, B.; Dollfus, A.; Bell, B. . Space Science Reviews. 1971, 12 (2): 136–186. Bibcode:1971SSRv...12..136M. doi:10.1007/BF00171763.
- Moore, Patrick. . Sterling Publishing Co. 2001. ISBN 978-0-304-35469-6.
- Price, Fred W. . Cambridge University Press. 1988. ISBN 978-0-521-33500-3.
- Rükl, Antonín. . Kalmbach Books. 1990. ISBN 978-0-913135-17-4.
- Webb, Rev. T. W.  6th revised. Dover. 1962. ISBN 978-0-486-20917-3.
- Whitaker, Ewen A. . Cambridge University Press. 1999. ISBN 978-0-521-62248-6.
- Wlasuk, Peter T. . Springer. 2000. ISBN 978-1-85233-193-1.